# Colin Smith
Colin Ranger Smith (Londen, 20 november 1934 - 29 maart 2004) was een Brits jazztrompettist.
Smith speelde bij Terry Lightfoot (1957) en Cy Laurie (1958). In 1959 werd hij lid van de groep van Acker Bilk. Hij speelde hier tot 1966, zeilde daarna in een zeilschip op de Atlantische Oceaan en keerde in 1968 terug bij Bilk. Tijdens zijn tijd bij Bilk speelde hij tevens in de groep van Tony Coe en John Picard, maar ook in de band van Stan Greig. In 1977 speelde hij met onder meer Charlie Watts in de band van Bob Hall en George Green, de groep die de voorloper was van Rocket 88. Andere bands waar Smith actief was, waren onder meer de groepen van Bob Wilber en Brian Leake. In 1992 sloot hij zich opnieuw aan bij de groep van Acker Bilk.